# 克爾克主教座堂

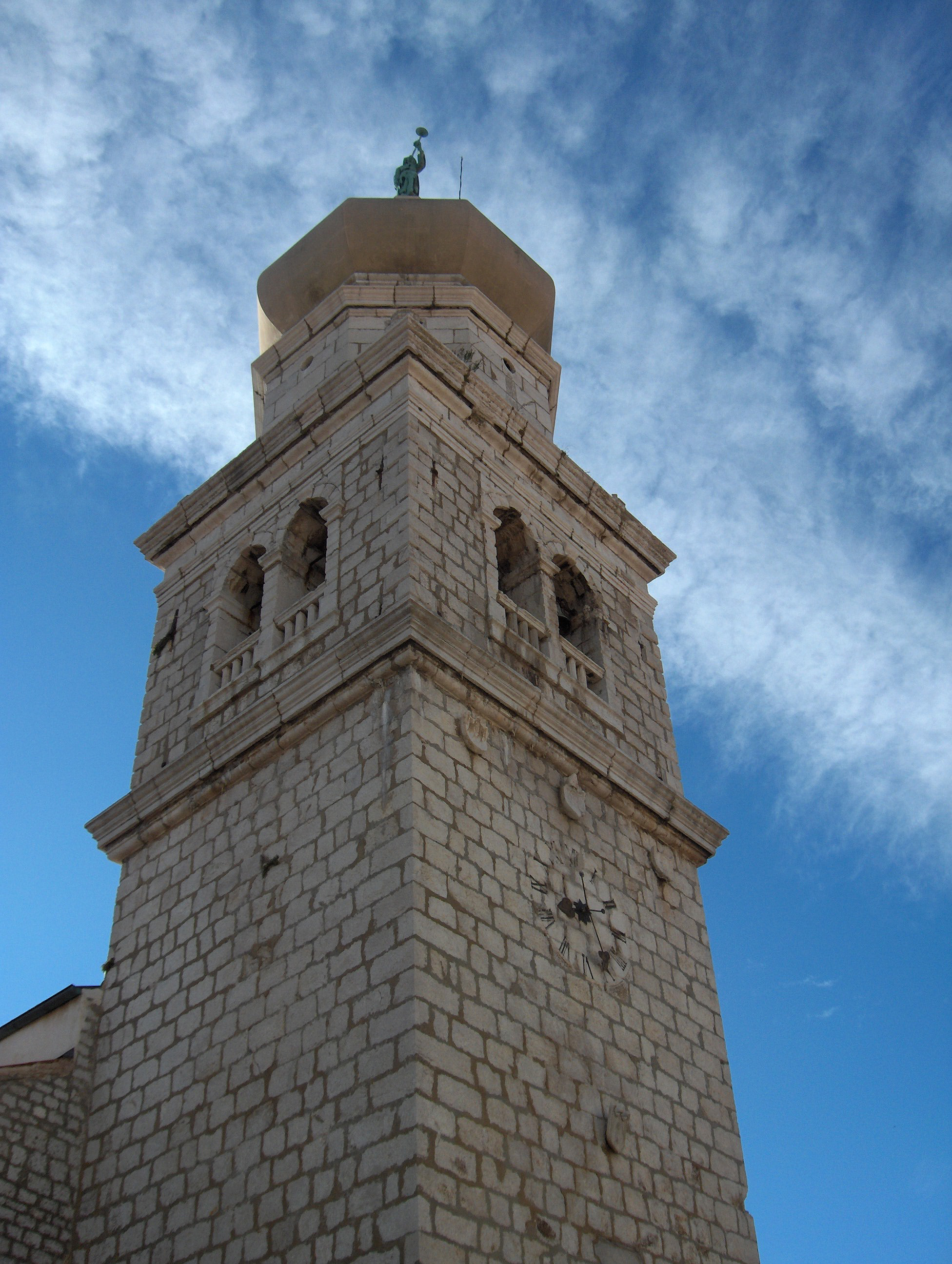

克爾克主教座堂是位於克羅埃西亞城市克爾克的一座羅馬天主教教堂，也是天主教克爾克教區的主教座堂。

## 外部連結
- Krk Cathedral at the Town of Krk official website （克羅埃西亞文）